# Stomatorhinus walkeri
Stomatorhinus walkeri es una especie de pez elefante eléctrico perteneciente al género Stomatorhinus en la familia Mormyridae presente en varias cuencas hidrográficas de África, entre ellas cuenca de los ríos Ogowe y Niari-Kouilou. Es nativa de Gabón; y puede alcanzar un tamaño aproximado de 9,0 cm.

## Estado de conservación
Respecto al estado de conservación, se puede indicar que de acuerdo a la IUCN, esta especie puede catalogarse en la categoría «Preocupación menor (LC)».